# Oton Boleslavovič
Oton Boleslavovič (poljsko Otto Bolesławowic) iz dinastija Pjastov je bil tretji sin poljskega kralja  Boleslava I. Hrabrega in leta 1032/1033 vojvoda Poljske, * 1000, † 1033.
Ker po očetu ni nasledil nobenega ozemlja, je pobegnil v Nemčijo. Po porazu svojega brata Mješka II. Lamberta se je leta 1032 vrnil in zavladal v delu Poljske in kmalu zatem umrl.

## Mladost
Oton je bil najmlajši otrok Boleslava Hrabrega in Emnilde Lužiške. Ime je dobil po cesarju Otonu III., ki je bil verjetno njegov krstni boter. Leta 1018 je bil prisoten pri očetovi četrti in zadnji poroki z Odo Meissensko na Cziczani.
Po očetovi smrti leta 1025 je pričakoval, da bo dobil del očetove dediščine po slovanski navadi, da je oče svojo dediščino razdelil med vse svoje sinove. Ker je Poljska postala kraljevina, države ni bilo mogoče razdeliti in posledično Oton ni prejel ničesar. Edini Boleslavov dedič je bil Mješko II. Lambert, njegov najstarejši sin iz zakona z Emnildo. Razen Otona je brez dediščine ostal tudi njegov starejši polbrat Bezprim. Bezprim je bil sin Boleslavove druge žene žene Judite Ogrske, ki je bila zavrnjena kmalu po Bezprimovem rojstvu. Bezprim je ostal brez krone verjetno zato, ker očeta ni maral, on pa je za svojega naslednika izbral Mješka II.

## Konflikt
Kmalu potem, ko je Mješko II. Lambert prevzel oblast na Poljskem, je svoje brate bodisi izgnal bodisi prisilil na beg iz države. Oton je odšel v Nemčijo, verjetno v Meissen na dvor svoje sestre Regelinde. Leta 1031 je istočasen napad kijevskih in nemških sil privedel do padca Mješka II., ki je pobegnil na Češko. Oblast je prevzel Bezprim, kar naj bi povzročilo Otonovo zamero in njegov prestop na Mješkovo stran. V prvi polovici leta 1032 je bil Bezprim umorjen, verjetno v zaroti, ki so jo organizirali njegovi polbratje.
Cesar Konrad II. Nemški je 7. julija 1032 razdelil Poljsko med Mješka II., Otona in njunega bratranca Ditrika, vnuka Mješka I. Natančna delitev Poljske mednje ni znana. S. Szczur domneva, da je Oton dobil Šlezijo.
Oton je umrl leta 1033 ali naravne smrti  ali pa so ga ubili njegovi vazali.